# Ото Оман
Ото Оман (словен. Oto Oman, нар. ?  — пом. ?) —  югославський футболіст, що грав на позиції нападника.
Виступав у складі клубу «Ілірія», що був беззаперечним лідером словенського футболу першої половини і середини 20-х років. З 1920 по 1927 рік команда незмінно ставала чемпіоном футбольної асоціації Любляни. Ото Оман разом з такими гравцями, як Станко Тавчар, Ернест Турк і Станко Пелан вважалися лідерами і провідними гравцями команди того часу. 
Разом з клубом Оман був учасником фінальних турнірів чемпіонату Югославії в 1923—1927 роках, зігравши загалом сім матчів у цих змаганнях. У чемпіонаті 1927 року, коли вперше турнір почав проводитись за ліговою системою, Ото відзначився голом у  кваліфікаційному матчі проти діючого чемпіона «Граджянскі», а «Ілірія» здобула несподівану і дуже впевнену перемогу з рахунком 5:0. Був півфіналістом Кубка Югославії 1930 року, де його команда поступилась клубу САШК (Сараєво) (2:4). В 1/8 фіналу «Ілірія» перемогла ССК «Марібор» з рахунком 2:0, а голи забили лідери атаки Доберлет і Оман, чвертьфінал команда пройшла без гри через дискваліфікацію одного з учасників. 
Виступав у складі збірної міста Любляна. Зокрема в 1925 і 1926 роках був учасником розіграшів Кубка короля Олександра, турніру, що в 1924—1927 роках проводився для збірних міст Югославії. У трьох матчах змагань забив два м'ячі. Обидва у поєдинку проти збірної Осієка в 1926 році, коли Любляна здобула з рахунком 4:3 свою єдину перемогу за чотири розіграші. 
Відзначився забитим голом у матчі збірної Любляни проти збірної австрійського міста Клагенфурт у 1924 році, що завершився перемогою з рахунком 3:2, забив і у матчі-відповіді у 1926 році, що завершився нічиєю 3:3. У 1928 році також грав за збірну Любляни в товариському матчі проти збірної австрійського міста Грац (1:6). 